# Kévin Constant
Kévin Constant (Fréjus, 15. svibnja 1987.) bivši je gvinejski nogometaš.

## Klupska karijera

### Toulouse
Constant je brzo napredovao kao rezervni igrač. 2006. promaknut je u prvu momčad ekipe Toulousea.

### LB Châteauroux
2008. Constant je prešao u LB Châteauroux koji se natječe u Ligue 2.

### Chievo Verona
U rujnu 2010. Constant je poslan na posudbu u Chievo Veronu, a na kraju sezone je otkupljen njegov ugovor i postao je stalni igrač Chieva.

### Genoa
U srpnju 2011. Constant je prešao u redove Genoe.

### A.C. Milan
20. lipnja 2012. Constant je zajedno s kolegom Francescom Acerbijem iz Genoe prešao u redove Milana. Napočetku je bio na posudbi s opcijom da mu se ugovor otkupi, a kasnije je dogovoren međuvlasnički dogovor za neobjavljenu sumu. 26. siječnja 2013. Milan je ušao u međuvlasnički dogovorom s Genoom za Constanta, a u zamjenu je ukinut međuvlasnički dogovor s Acerbijem.

### Trabzonspor
U ljeto 2014. godine prelazi u redove turskog prvoligaša Trabzonspora uz odštetu od 2,5 milijuna €. Potpisuje četverogodišnji ugovor uz godišnju gažu od 2,25 milijuna €.

## Reprezentativna karijera
Constant je 2004. prvo zaigrao za Francusku reprezentaciju za igrače do 17 godine. Poslije se odlučio za gvinejsku reprezentaciju. Svoj debi za Gvineju je postigao 14. listopada 2007. u prijateljskoj utakmici protiv Senegala koju su izgubili 1:3. 10. listopada 2010. Constant je zabio svoj drugi gol u kvalifikacijama za Afrički kup nacija protiv Nigerije.

## Reprezentativni golovi
| Kévin Constant – Reprezentativni golovi | Kévin Constant – Reprezentativni golovi | Kévin Constant – Reprezentativni golovi | Kévin Constant – Reprezentativni golovi | Kévin Constant – Reprezentativni golovi | Kévin Constant – Reprezentativni golovi | Kévin Constant – Reprezentativni golovi   |
| --------------------------------------- | --------------------------------------- | --------------------------------------- | --------------------------------------- | --------------------------------------- | --------------------------------------- | ----------------------------------------- |
| #                                       | Datum                                   | Mjesto                                  | Protivnik                               | Gol                                     | Rezultat                                | Natjecanje                                |
| 1.                                      | 11. kolovoza 2010.                      | Marignane                               | Mali                                    | 2:0                                     | Pobjeda                                 | Prijateljska                              |
| 2.                                      | 10. listopada 2010.                     | Conakry                                 | Nigerija                                | 1:0                                     | Pobjeda                                 | Kvalifikacije za Afrički kup nacija 2012. |
| 3.                                      | 5. ožujka 2014.                         | Marignane                               | Iran                                    | 2:0                                     | Pobjeda                                 | Prijateljska                              |
| 4.                                      | 28. siječnja 2015.                      | Conakry                                 | Mali                                    | 1:0                                     | Pobjeda                                 | Afrički kup nacija 2015.                  |

## Vanjske poveznice
- Kévin Constant – FIFA  Arhivirana inačica izvorne stranice od 9. studenoga 2012. (Wayback Machine)
- Kevin Constant - National-Football-Teams.com
- Kevin Constant - statistika LFP.fr  Arhivirana inačica izvorne stranice od 4. ožujka 2016. (Wayback Machine)